# فلاک‌پانتسر گپارت
Flugabwehrkanonenpanzer Gepard ("تانک پدافند‌ هوایی '" بیشتر با نام Flakpanzer Gepard شناخته می‌شود) یک ضدهوایی خودکششی آلمانی (SPAAG) با قابلیت تمام آب و هوا است. در دهه ۱۹۶۰ توسعه یافت، در دهه ۱۹۷۰ وارد میدان شد و چندین بار با جدیدترین وسایل الکترونیکی ارتقا یافته‌است. این سنگ بنای دفاع هوایی ارتش آلمان (بوندس ور) و تعدادی دیگر از کشورهای ناتو بوده‌است.
در آلمان، Gepard در اواخر سال ۲۰۱۰ کنار گذاشته شد و سیستم Wiesel 2 Ozelot Leichtes Flugabwehrsystem (LeFlaSys) با چهار پرتاب کننده موشک FIM-92 Stinger یا LFK NG جایگزین شد. گونه‌ای با سیستم MANTIS و موشک‌های LFK NG بر پایه GTK Boxer نیز در نظر گرفته شد.
Gepard شاهد نبرد در جنگ روسیه و اوکراین بوده‌است.

## تاریخ

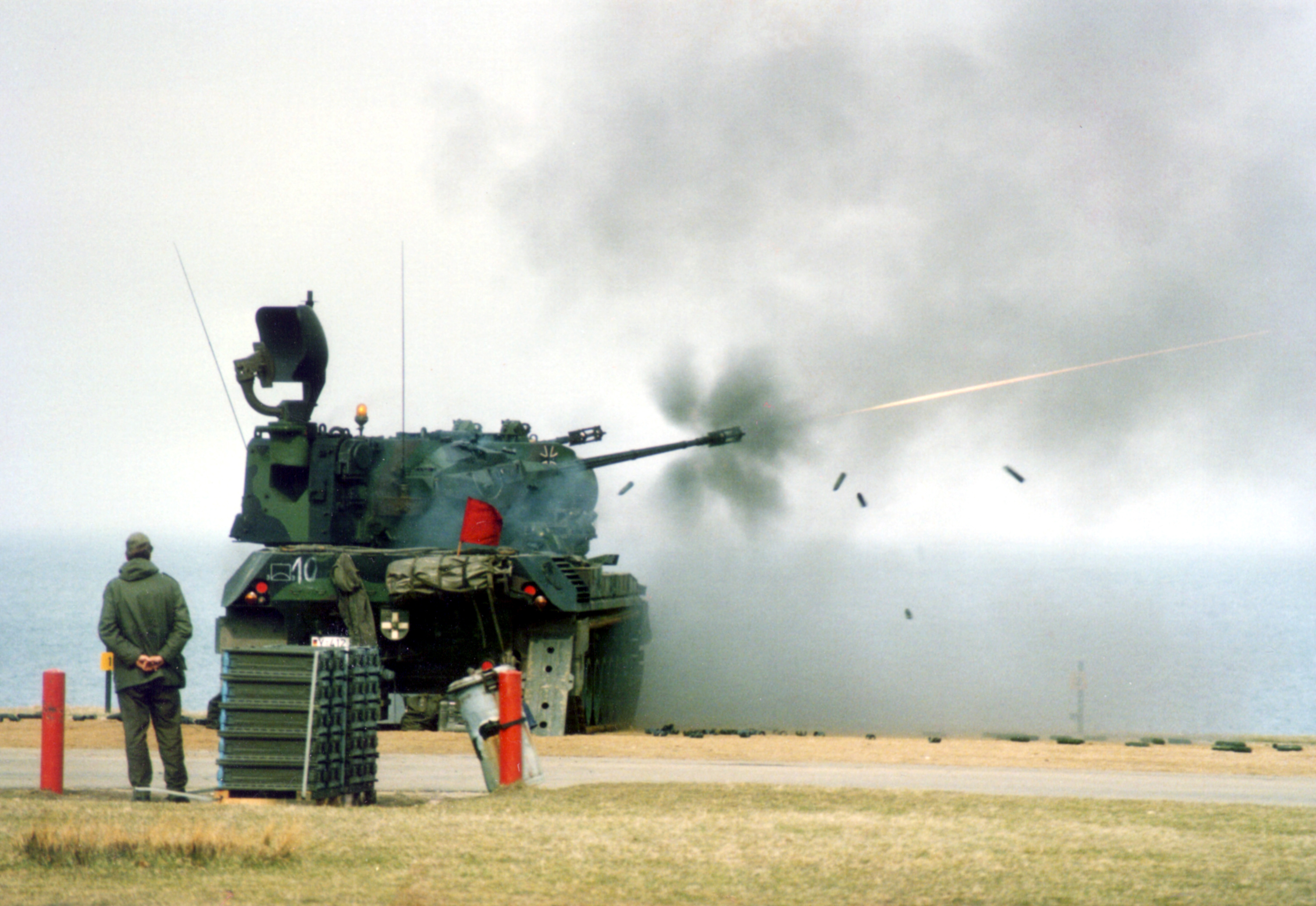
شلیک گپارد به منطقه آموزشی خلیج هوهواخت ارتش آلمان (۱۹۸۷)

Gepard از سال ۱۹۶۳ به بعد توسعه یافت. در سال ۱۹۶۹، ساخت چهار نمونه اولیه A شروع شد که هر دو نمونه ۳۰ و ۳۵ را آزمایش می‌کردند اسلحه‌های میلی‌متری در ژوئن ۱۹۷۰ تصمیم به استفاده از ۳۵ گرفته شد نوع میلی‌متر در سال ۱۹۷۱، دوازده نمونه اولیه فاز دوم B سفارش داده شد. در سال ۱۹۷۱ ارتش هلند یک سری پنج خودروی CA را بر اساس توسعه موازی سفارش داد که از یک خودروی آلمانی سری ۰ لئوپارد ۱ استفاده کرده بود که توسط دولت آلمان در مارس ۱۹۷۰ به عنوان نمونه اولیه C در دسترس قرار گرفت.
آلمانی‌ها تعداد کمی از B1 و B2R را عرضه کردند. در فوریه ۱۹۷۳ تصمیم سیاسی برای تولید نوع گرفته شد. در سپتامبر ۱۹۷۳ قراردادی با Krauss-Maffei برای ۴۳۲ برجک B2 و ۴۲۰ بدنه با ارزش کل ۱٬۲۰۰٬۰۰۰٬۰۰۰ DM امضا شد. قیمت هر وسیله نقلیه تقریباً سه برابر یک لئوپارد ۱ معمولی است. اولین در دسامبر ۱۹۷۶ تحویل داده شد. بلژیک ۵۵ خودرو سفارش داد که مشابه نسخه آلمانی بود. هلندی‌ها ۹۵ خودرو سفارش دادند که به سه دسته (CA1، CA2 و CA3) تقسیم شدند که به سیستم‌های راداری فیلیپس مجهز بودند.
از دهه هشتاد، تیم‌های Redye و بعداً Stinger MANPADS واحدهای Gepard را برای استفاده از ظرفیت اسکن دوربرد آنها همراهی می‌کنند. برای ترکیب این ظرفیت در یک واحد، یک سیستم موشکی ارتقا یافته که استینگرها را در بسته‌های دوقلو روی توپ‌های خودکار سوار می‌کند، توسعه داده شد. این سیستم توسط بوندسوره آلمان آزمایش شد اما به دلیل محدودیت بودجه خریداری نشد. در عوض، سیستم دفاع هوایی سبک Ozelot (LeFlaSys) برای سه تیپ هوابرد به کار گرفته شد.
Gepard توسط اوکراین برای دفاع در برابر تهاجم روسیه به اوکراین در سال ۲۰۲۲ مستقر شده‌است. به گفته یکی از وابسته‌های دفاعی اوکراین در ایالات متحده، گپارد برای «اثر بزرگ» علیه مهمات سرگردان «نسبتاً خام» که گمان می‌رود ساخت ایران شاهد-۱۳۶ باشد، استفاده شده‌است. تیم اطلاعاتی Conflict این احتمال را می‌داند که یک Gepard یک موشک کروز روسی Kh-101 را در حالی که یک نیروگاه برق کیف را در ۱۸ اکتبر ۲۰۲۲ هدف قرار می‌داد منهدم کرده‌است

## فناوری و سیستم‌ها
این وسیله نقلیه بر اساس بدنه تانک لئوپارد ۱ با یک برجک بزرگ کاملاً چرخشی که تسلیحات را حمل می‌کند - یک جفت اورلیکن ۳۵ میلی‌متری Oerlikon KDA است.

### شاسی و نیروی محرکه
Gepard مبتنی بر شاسی کمی تغییر یافته از تانک اصلی لئوپارد ۱ است، که شامل واحد محرک کامل با موتور ۳۷٫۴ لیتری ۱۰ سیلندر چند سوختی (نوع: MB 838 CaM 500) با دو سوپرشارژر مکانیکی ساخته شده‌است.
Gepard مجهز به موتور کمکی ۴ سیلندر دیزلی دایملر-بنز (نوع: OM 314) برای سیستم تأمین انرژی است. این موتور در سمت چپ جلوی خودرو قرار دارد، جایی که لئوپارد ۱ دارای یک خشاب مهمات است. این موتور با ظرفیت ۳٫۸ لیتر به عنوان یک موتور چند سوختی طراحی شده. مصرف آن بین ۱۰ تا ۲۰ لیتر در ساعت (l/h) بستگی به وضعیت عملیاتی مخزن دارد.
موتور کمکی با پنج ژنراتور کوپل شده‌است تا در سرعت‌های مختلف کار کند: دو دستگاه متادین پشت سر هم با یک فلایویل (که برای ذخیره انرژی در هنگام شتاب و کاهش سرعت برجک استفاده می‌شود) برای قدرت ارتفاع و تراورس درایو، دو دستگاه ۳۸۰ - ژنراتورهای سه فاز هرتز با ظرفیت ۲۰ کیلو ولت‌آمپر برای سیستم‌های تهویه، کنترل آتش و رادار و یک مولد جریان مستقیم ۲۸ ولتی ۳۰۰ آمپر برای سیستم الکتریکی. ظرفیت سوخت ۹۸۵ لیتر است که زمان کار ترکیبی تقریباً ۴۸ ساعت را تضمین می‌کند.
شاسی و مسیر مستقیماً از لئوپارد ۱ گرفته شده‌است. دارای چرخ‌های جاده ای با فنر میله پیچشی با هفت جفت چرخ جاده در هر طرف. آنها به میله‌های پیچشی روی بازوهای چرخشی متصل می‌شوند که انحراف آنها توسط فنرهای پیچشی محدود می‌شود. درایو از طریق چرخ دنده‌های درایو واقع در عقب انجام می‌شود.
شوک‌های لاستیکی برای دستیابی به پایداری بهتر در هنگام شلیک اصلاح شدند. این مسیر توسط شرکت Diehl ساخته شده‌است، لنت‌های لاستیکی نصب شده‌است، و مسیر «زنده» با بوش‌های لاستیکی بین پیوندهای مسیر و پین‌ها (نوع: D 640 A) است. گروسر/یخبندها می‌توانند لنت‌های لاستیکی را در برخی از پیوندهای مسیر جایگزین کنند تا کشش را در سطوح لغزنده افزایش دهند.
بدنه فقط تغییرات جزئی داشت، یعنی فاصله چرخ جاده ای اصلاح شده (۸ سانتی‌متر افزایش فاصله بین چرخ جاده سوم و چهارم) و انتقال باتری‌های اضافی در جعبه باتری در عقب. باتری‌ها و سیستم الکتریکی با ولتاژ ۲۴ ولت DC کار می‌کنند.

### برجک

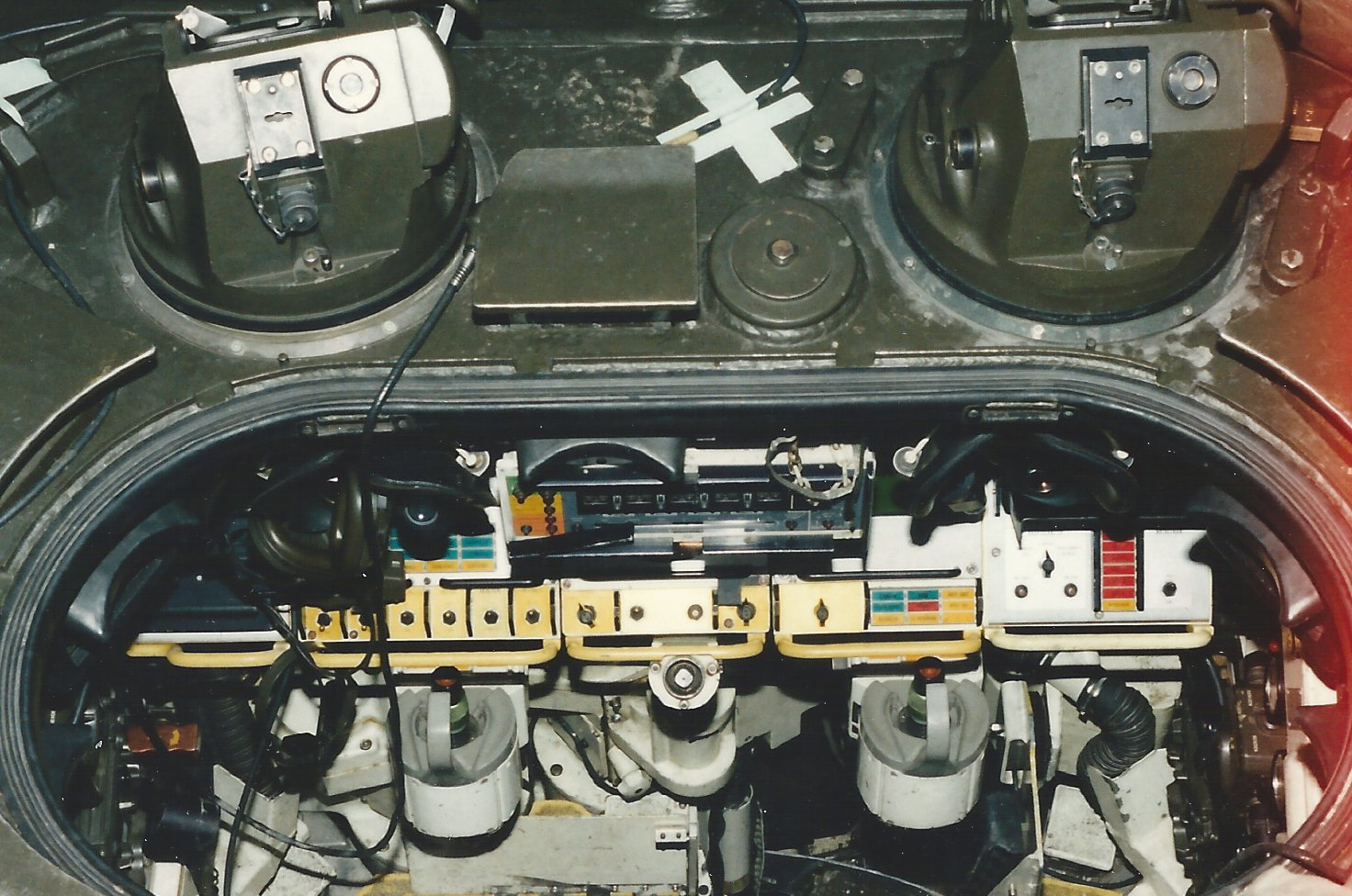
نمای از بالا به داخل برجک

برجک الکتریکی توسط یک ژنراتور ۴۰ کیلووات نیرو می‌گیرد که توسط یک موتور ۴ سیلندر ۳٫۸ لیتری مرسدس بنز OM 314 چند سوختی هدایت می‌شود که در جلوی بدنه در سمت چپ راننده قرار می‌گیرد. رادارها و سیستم آتش یاب را نیز نیرو می‌دهد.

### رادار و لیزر
Gepard دارای دو رادار است - یک رادار جستجوی عمومی در عقب برجک و یک رادار ردیابی در جلو بین اسلحه‌ها. برخی از آنها مجهز به مسافت‌یاب لیزری در بالای رادار ردیابی هستند.

### اسلحه

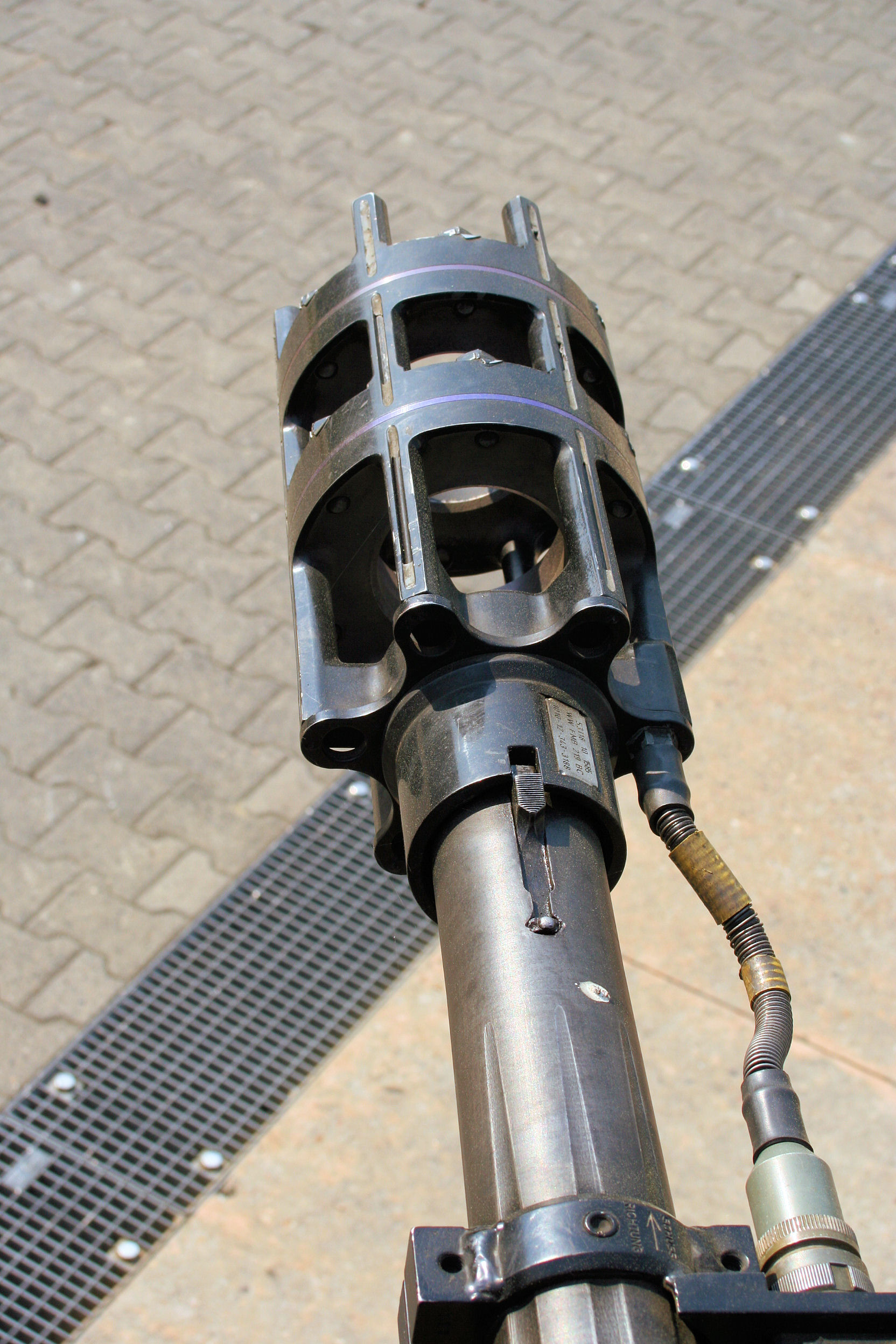
نمای نزدیک از دهانه تفنگ و سنسور سرعت پرتابه

اسلحه‌ها ۹۰ کالیبر هستند، با سرعت ۱٬۴۴۰ متر بر ثانیه (۴٬۷۰۰ فوت بر ثانیه)، برد مؤثر ۵٫۵ کیلومتر (۳٫۴ مایل).
هر تفنگ دارای سرعت شلیک ۵۵۰ گلوله در دقیقه است، سرعت شلیک ترکیبی ۱۱۰۰ گلوله در دقیقه است که - در حالت نامحدود - زمان شلیک مداوم ۳۵ ثانیه قبل از تمام شدن مهمات (با ۶۴۰ گلوله AA برای هر دو اسلحه) می‌دهد. . شلیک انفجاری علیه اهداف هوایی استاندارد است، ۲۴ گلوله برای هر اسلحه برای مجموع ۴۸ گلوله در حالت محدود و ۴۸ گلوله برای هر تفنگ برای مجموع ۹۶ گلوله در حالت عادی. ۴۰ گلوله سوراخ دار زره معمولاً به صورت تکی با اسلحه‌های متناوب شلیک می‌شوند. آنها برای دفاع شخصی در برابر اهداف زمینی زرهی سبک در نظر گرفته شده‌اند.

### مهمات
Gepard از مهمات ۳۵×۲۲۸ میلی‌متری استفاده می‌کند.

## انواع
دو نوع Gepard در خدمت وجود دارد. نسخه هلندی‌ها دارای رادار متفاوتی است.
 آلمان
- رادار جستجو: S band، ۱۵ برد کیلومتر
- رادار ردیابی: Ku band, 15 برد کیلومتر
- مسافت‌یاب لیزری

 هلند
- رادار جستجو: X band, 15 برد کیلومتر
- رادار ردیابی: X/ Ka band 13 برد کیلومتر

## اپراتورها

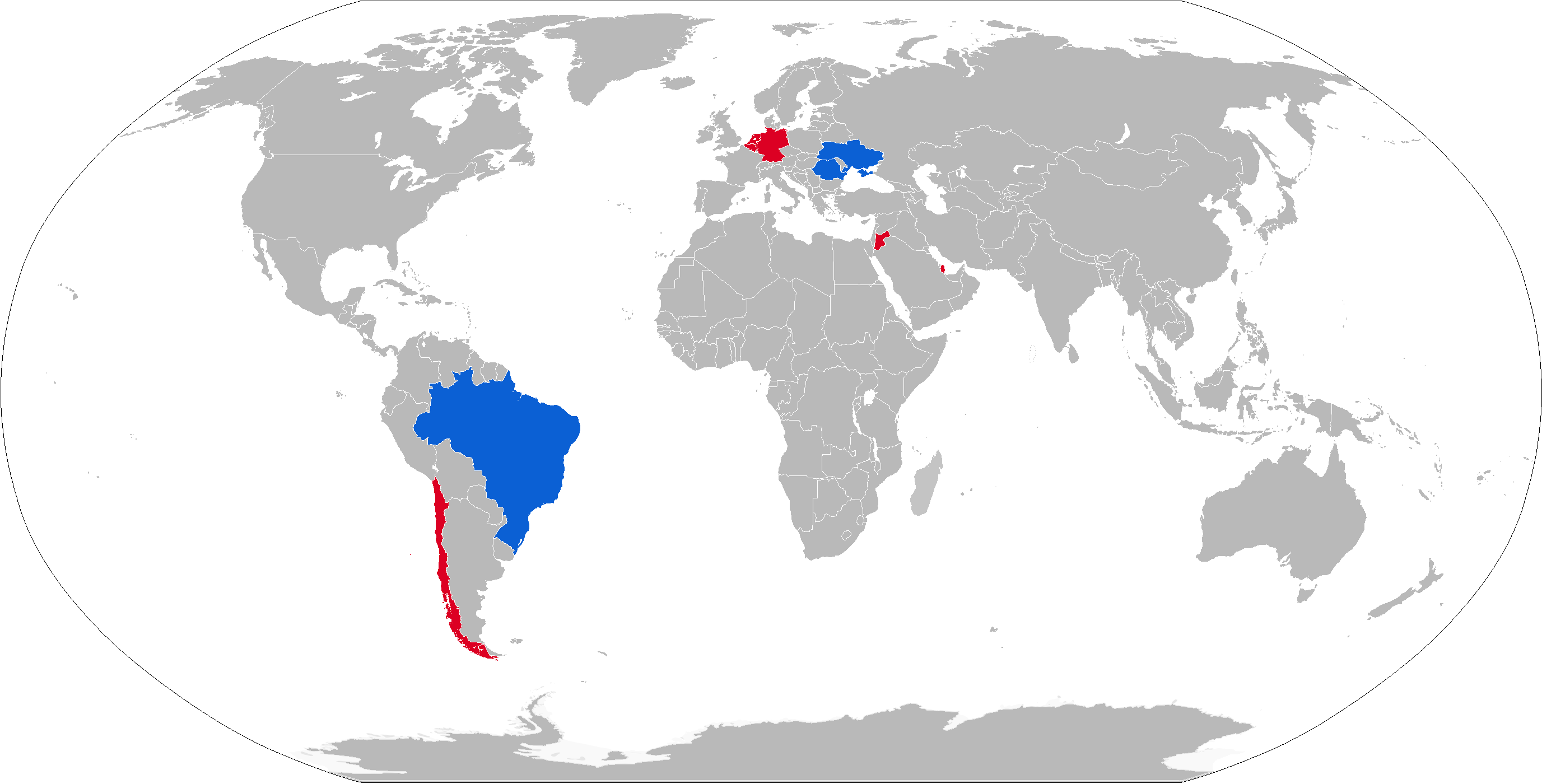
نقشه اپراتورهای Flakpanzer Gepard به رنگ آبی با اپراتورهای سابق به رنگ قرمز

### اپراتورهای فعلی
- برزیل: 36 surplus from Bundeswehr.[۵]
- اردن: 60 have been received from retired Dutch surplus for 21 million dollars.[۶]
- رومانی: 43 delivered (36 + 7 for spares), all ex-Bundeswehr stocks.[۷]
- اوکراین: On 26 April 2022, the German government authorized Krauss-Maffei Wegmann to transfer 50 Flakpanzer Gepard anti-aircraft vehicles to Ukraine.[۸][۹] The first three Gepards arrived in Ukraine on 25th July 2022.[۱۰] A test showed that a supply of ammunition manufactured in Norway could not be fired by the Gepard, with a subsequent test of improved ammunition scheduled for August 2022.[۱۱] By 20 September 2022 thirty Gepards and 6,000 rounds had been delivered.[۱۲] According to Ukraine's Armed Forces about 50,000 Norwegian made rounds for the Gepard had been received by 26 September 2022.[۱۳] Photos from the German tabloid Bild of the Gepard with a Ukrainian crew include high-explosive incendiary (HEI) rounds (where the projectile is yellow with a red band) made by e.g. Norwegian Nammo.[۱۴][۱۵]

### اپراتورهای آینده
- قطر: In December 2020, it was announced that a license had been issued for the export of a total of 15 Gepard anti-aircraft vehicles to Qatar. Furthermore, four automatic cannons, 30 tubes, 16,000 rounds of ammunition and 45 breechblocks will be delivered as spare parts. Apparently, the Emirate of Qatar plans to use the Gepard during the 2022 World Cup to counter possible terrorist drone attacks.
- بلژیک: 55 delivered, withdrawn from service.
- شیلی: Former user. Four vehicles delivered in 2008, and returned in January 2011. Equipment originally operated by the Bundeswehr. Order of 30 vehicles cancelled due to high overhaul/upgrade costs.[۱۶]
- آلمان: 420 originally built for the Bundeswehr (195 B2 and 225 B2L with additional laser range finder). During the 1980s they equipped the anti-aircraft artillery regiments of the eleven German mechanized divisions with six batteries each and one additional corps level battalion with three batteries for a total of 69 batteries of six Gepard each. About 220 B2L were later modernised to Gepard 1A2 and equipped five active and the same number of reserve battalions of three batteries with seven Gepard each. This number was further reduced with the planned fielding of MANTIS and the change in military strategy to out-of-area missions. The last 94 of these remained in service until 2010 when they were gradually phased out until 2012 due to high maintenance costs.
- هلند: 95 delivered, withdrawn from service and placed in storage as of 2006.[۶]

## سیستم‌های قابل مقایسه
- Fliegerabwehrpanzer 68
- K30 Biho
- سیستم ضدهوایی Marksman
- PZA Loara
- Tunguska-M1
- ZSU-23-4 شیلکا